# Terček
Terček je priimek več znanih Slovencev:
- Denis Terček (?=Denis Trček?)
- Ludovika Terček, šolnica, učiteljica
- Tomaž Terček (1937—2001), novinar, TV voditelj
- Tomaž Terček (*1965), strojnik